# Klement Steinmetz
Klement Steinmetz (Kindberg, 23 marzo 1915 – 2 marzo 2001) è stato un calciatore austriaco, di ruolo attaccante.

## Carriera

### Club
Dal 1935 al 1937 ha giocato nel Kapfenberger, squadra della massima serie austriaca.

### Nazionale
Ha partecipato ai Giochi Olimpici di Berlino 1936, chiusi dalla sua nazionale con la vittoria della medaglia d'argento dopo la sconfitta ai tempi supplementari nella finale contro l'Italia; nel corso del torneo ha giocato 3 partite, compresa la finale, segnando anche 3 gol (due contro l'Egitto ed uno contro il Perù in semifinale).